# Raionul Velîkîi Bereznîi, Transcarpatia
Velîkîi Bereznîi (în ucraineană Великоберезнянський район, transliterat: Velîkoberezneanskîi raion) este un raion în regiunea Transcarpatia, Ucraina. Reședința sa este așezarea de tip urban Velîkîi Bereznîi.

## Demografie
Componența lingvistică a raionului Velîkîi Bereznîi
     Ucraineană (98,98%)
     Alte limbi (0,95%)
Conform recensământului din 2001, majoritatea populației raionului Velîkîi Bereznîi era vorbitoare de ucraineană (98,98%), existând în minoritate și vorbitori de alte limbi.